# Mateusz Grzesiak
Mateusz Grzesiak (ur. 3 kwietnia 1980 w Białymstoku) – psycholog, konsultant biznesowy, przedsiębiorca i wykładowca akademicki. Autor książek z zakresu psychologii, zarządzania, marketingu i rozwoju osobistego.

## Edukacja
Absolwent Wydziału Prawa Uniwersytetu Warszawskiego oraz Wydziału Psychologii SWPS. Posiada także tytuły doktora w dyscyplinach zarządzania (Szkoła Główna Handlowa), pedagogiki (Akademia WSB) i psychologii (California Southern University).

## Działalność
Od 2003 r. aktywny w branży rozwoju osobistego i doradztwa biznesowego. Firmy, których jest prezesem oferują usługi szkoleniowe z zakresu tzw. kompetencji społecznych. Autor zintegrowanego modelu umiejętności miękkich.
Jest adiunktem w katedrze Zarządzania Akademii WSB.
W 2015 r. książka jego autorstwa Success and Change otrzymała Nagrodę Teofrasta za najpopularniejszą książkę psychologiczną poprzedzającego roku. W 2019 r. otrzymał Medal Komisji Edukacji Narodowej, zaś w 2020 r. nagrodę Diamenty Forbesa. W 2021 r. odznaczony przez Prezydenta RP Brązowym Krzyżem Zasługi za działalność na rzecz rozwoju nauki.

## Wybrane publikacje
- Ty myśl. Inaczej zrobią to za ciebie..., Helion, 2007, ISBN 978-83-246-1083-9
- AlphaFemale, Helion, 2008, ISBN 978-83-246-1520-9
- Wyjątkowy Nauczyciel. Szkolenia XXI wieku, Gruner+Jahr Polska, 2009, ISBN 978-83-61299-81-3
- AlphaHuman, Helion, 2010, ISBN 978-83-246-2737-0
- Ego-rcyzmy, Helion, 2012, ISBN 978-83-246-3704-1
- Success and Change, Helion, 2014, ISBN 978-83-246-9655-0
- 100 happy days, czyli jak się robi szczęście w 100 dni, Onepress, 2015, ISBN 978-83-283-0801-5
- Psychologia relacji, czyli Jak budować świadome związki z partnerem, dziećmi i rodzicami, Helion, 2016, ISBN 978-83-283-1100-8
- Psychologia Sprzedaży – droga do sprawczości, niezależności i pieniędzy, Helion, 2016, ISBN 978-83-283-1350-7
- Psychologia Zmiany – najskuteczniejsze narzędzia pracy z ludzkimi emocjami, zachowaniami i myśleniem, Helion, 2016, ISBN 978-83-283-1363-7
- Psychologia Nauczania – czyli jak skutecznie prowadzić szkolenia, zarządzać grupami i występować przed publicznością, Helion, 2017, ISBN  978-83-246-4760-6
- Psychologia Hejtu, czyli jak radzić sobie z krytyką w życiu osobistym i zawodowymi, Starway, 2017, ISBN 978-83-948280-0-4
- Personal Brand Creation in the Digital Age: Theory, Research and Practice, Palgrave Macmillan(inne języki), 2018, ISBN 978-3-319-69696-6
- Podręcznik perswazji. Najskuteczniejsze metody przekonywania innych i świadomej ochrony przed manipulacją, Onepress, 2018, ISBN 978-83-283-4816-5
- Fast Languages. Szybka nauka języków obcych, Onepress, 2019, ISBN 978-83-283-5761-7
- Personal branding, czyli jak skutecznie zbudować autentyczną markę osobistą, Onepress, 2019, ISBN 978-83-283-5859-1
- M̶Twoja (R)ewolucja, czyli jak się zmienić, by osiągnąć sukces osobisty i zawodowy, Starway, 2019, ISBN 978-83-948280-4-2
- Pewność Siebie - Jak być asertywnym, pokonać lęk i sięgnąć po swoje, Onepress, 2019, ISBN 978-83-283-6781-4
- Marka osobista w kształtowaniu kariery zawodowej kadry menedżerskiej, Wydawnictwo Difin, 2020, ISBN 978-83-66491-03-8
- Bądź skuteczny. 50 narzędzi rozwijających efektywność osobistą i zawodową, Onepress, 2020, ISBN 978-83-283-8154-4
- Leadership and Narcissism in the Organization, Routledge, 2022, ISBN 9781000783537
- Kalendarz Create Yourself 2024, Onepress, 2023, ISBN 978-83-289-0350-0

## Życie prywatne
Żonaty z dr farmakologii Ilianą Ramirez, z którą ma dwie córki: Adrianę i Natalię.